# Isabelle de Bragance (1514-1576)
Isabelle de Bragance est la fille de Jacques Ier de Bragance et de Leonor Pérez de Guzmán.
En 1537 elle épouse son cousin Edouard d'Aviz, duc de Guimarães (Duarte : pt), fils de Manuel Ier, roi de Portugal, et de Marie d'Aragon (tante de Charles Quint), et devient duchesse de Guimarães.
De ce mariage naquirent :
- Marie, qui épousa à Bruxelles en 1565 Alexandre Farnèse, duc de Parme et Plaisance ;
- Catherine, qui épousa son cousin Jean Ier de Bragance ;
- Edouard, duc de Guimarães.